# 게라 데 이돌로스
《게라 데 이돌로스》(스페인어: Guerra de ídolos)는 2017년 방영된 미국의 텔레노벨라이다.